# Finke River
La Finke River est l'un des principaux cours d'eau d'Australie centrale et une rivière endoréique qui se jette dans le lac Eyre  .

## Géographie
Elle prend sa source dans les Monts MacDonnell dans le Territoire du Nord. Elle nait de la confluence de la Davenport Creek et de l'Ormiston Creek, au nord de Glen Helen. (Google Maps image). De là, la rivière méandre sur approximativement 600 km jusqu'à la bordure ouest du désert de Simpson dans le nord de l'Australie-Méridionale (Google Maps image). Généralement la rivière ne forme qu'une suite de trous d'eau mais elle peut devenir exceptionnellement un torrent impétueux en cas de fortes pluies. Dans des circonstances exceptionnelles, les eaux de la Finke River arrivent jusque dans la Macumba River et de là dans le lac Eyre.

## Affluents
Les principaux affluents sont l'Ellery Creek, la Palmer River et la Hugh River. La rivière traverse les parcs nationaux de l'ouest MacDonnell et de Fink gorge.

## Étymologie
La rivière doit son nom à l'explorateur John McDouall Stuart qui l'appela ainsi en 1860 du nom d'un homme d'affaires d'Adélaïde, William Finke, qui avait financé  en partie l'expédition. Le nom indigène de la rivière dans certaines régions du Territoire du Nord est Larapinta, nom que l'on retrouve dans "Larapinta Drive" une rue d'Alice Springs et dans le circuit touristique pédestre du Larapinta Trail.